# 金鰺
金鰺（学名：Caranx crysos）为輻鰭魚綱鱸形目鱸亞目鲹科鲹属的鱼类。

## 分類及命名
本種首先由美國魚類學家Samuel L. Mitchill在1815年根據從美國紐約灣水域採集的標本進行科學描述，該標本被指定為模式種。他將這種物種命名為Scomber crysos，並提出了一個常見的名稱「黃鯖魚」，其學名在拉丁語中意為「黃金」。之後又被歸類在Caranx，Carangoides或Paratractus屬中，但目前被認為是有效的名稱為Caranx crysos。

## 分布
本魚分布於東大西洋區，從塞內加爾至安哥拉，包括地中海西部；西大西洋區，從加拿大新斯科細亞省至巴西，包括加勒比海海域，為亞熱帶海水魚，棲息深度0-100公尺。

## 特徵
本魚體呈橢圓形而側扁，背部和腹部輪廓具有近似相等的凸度和鼻子略尖，眼睛的後部有發育良好的脂肪眼瞼覆蓋，背鰭2個，背鰭硬棘9枚、背鰭軟條22-25枚、臀鰭硬棘3枚、臀鰭軟條19-21枚，尾鰭叉形，側線明顯，具有短的弓形彎曲，其彎曲部分與第二背鰭的脊柱下方的直線部分相交。上頜包含一系列不規則的外犬齒，內帶有小且規則間隔的牙齒，而下頜包含一條小牙齒帶，體長可達70公分，背面藍綠色到橄欖綠色不等，腹部變成銀灰色到黃銅色。稚魚身上通常有7條深色垂直帶。魚鰭的顏色也各不相同，所有的鰭都從昏暗或透明到橄欖綠。

## 生態

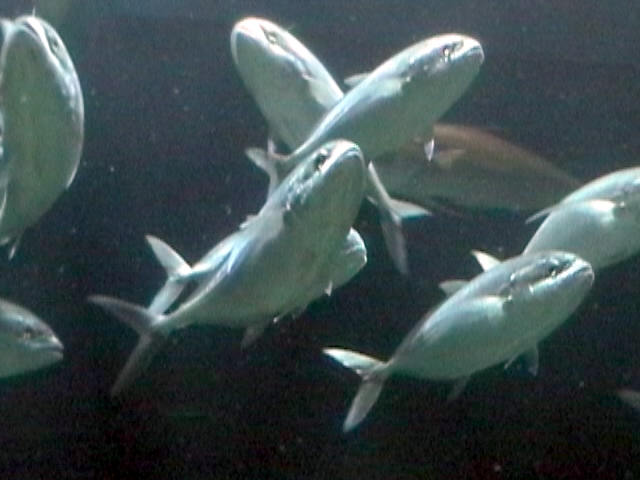
一群在西班牙海域的金鰺

本魚棲息在沿海海域，會進行洄游，成群活動，以魚類、甲殼類等為食，對大西洋兩岸物種飲食的研究表明了類似的結果。一項波多黎各研究發現，該物種以魚類為主，以螃蟹，蝦，橈足類和其他小型甲殼類動物為主。在維德角群島進行的更詳細的研究，本種以甲殼類、水母和其他小型無脊椎動物為食。幼魚以浮游動物為主要的食物來源。 

## 經濟利用
本魚具有經濟價值的物種。在美洲，最近的捕撈數據顯示，正在採集（或報告）的物種數量增加，2006年和2007年捕撈量平均在6000至7000噸之間，而在1980年代和1990年代，每年捕撈量很少超過1000噸。主要以圍網、刺網和鉤線方法捕獲。在市場上以新鮮，乾燥，煙熏或魚粉，油或誘餌等方式販售。另外本魚對休閒漁業也很重要，垂釣者經常將這些物種用作食物並用作誘餌。目前已知較大的標本在其肉體中驗出雪卡毒素，其中有幾例來自維京群島。